# Oblężenie Krakowa (1657)
Oblężenie Krakowa, drugie w czasie potopu szwedzkiego, miało miejsce w latach 1656–1657 i zakończyło się ostatecznie 25 sierpnia 1657 roku. Wojska szwedzkie pod dowództwem gen. Paula Würtza wzmocnione przez wojsko siedmiogrodzkie Jana Bethlena broniły oblężonego Krakowa przed wojskami polskimi Jerzego Lubomirskiego, a później także przed cesarskimi posiłkami pod dowództwem feldmarszałka Melchiora von Hatzfeldta.
Po oblężeniu miasta w roku 1655 i kapitulacji dnia 17 października polscy obrońcy pod wodzą Stefana Czarnieckiego opuścili miasto, a ich miejsce zajęła załoga szwedzka. Od tego miejsca zaczęła się szwedzka okupacja miasta. Na mocy traktatu w Radnot z 6 grudnia tego roku Kraków przypadł Siedmiogrodowi i 28 marca 1657 wojska Jerzego II Rakoczego dotarły do miasta i zasiliły jego załogę 2500 wojska. Miasto w czasie szwedzkiego panowania zyskało nowe umocnienia, rozbudowano te z 1655 autorstwa Izydora Affaity. Walki o miasto były zażarte, jednak wobec braku ciężkiej artylerii wojska koronne niewiele mogły wskórać i jedyną skuteczną taktyką okazało się odcięcie miasta od dostaw.
W sierpniu pod Krakowem stanęła armia cesarska (17–18 tys. żołnierzy) pod dowództwem feldmarszałka Melchiora von Hatzfeldta, wspierając wojska polskie. 4 sierpnia 1657 roku wojska królewsko-cesarskie szykowały się do szturmu, gdy nadszedł rozkaz od księcia Rakoczego, oblężonego w tym czasie przez siły tatarsko-polskie, nakazujący Węgrom pod rozkazami Jana Bethlena oddanie Krakowa. Po kapitulacji wojsk siedmiogrodzkich wojska koronne 7 sierpnia weszły do Lwowa, skąd po krótkim odpoczynku dywizje Lubomirskiego i Czarnieckiego ruszyły pod Kraków, by wspomóc oblegającą miasto armię cesarską.
Osamotniony szwedzki garnizon gen. Pawła Wirtza skapitulował dopiero dnia 25 sierpnia na honorowych warunkach, co zakończyło oblężenie Krakowa. Garnizon twierdzy zgodnie z zawartą umową opuścił Kraków pięć dni po podpisaniu kapitulacji, a w uroczystości uczestniczył król Polski Jan Kazimierz.
4 września Jan Kazimierz uroczyście wjechał na Wawel, lecz całe miasto było wyniszczone w wyniku 2-letniej okupacji.
Uwolniona od okupacji stolica była całkowicie zrujnowana, a okoliczne wsie, miasteczka i klasztory złupione, a następnie spalone lub zburzone. Taki sam los spotkał przedmieścia Krakowa. Na Kleparzu spośród 113 mieszkańców zostało jedynie 15, mieszkających teraz w szopach i budach. Na placu Biskupim z 51 domów zostało jedynie 5 domów i jedna buda. Na Piasku przed okupacją było kilkaset domów, z których żaden nie ocalał. Także Stradom został całkowicie zniszczony. Całkowicie splądrowano komnaty królewskie na Wawelu, skąd okupanci wywozili złoto i srebro, kosztowności ze skarbca, kobierce, obicia oraz inny wartościowy sprzęt. Ponadto Szwedzi rozbili trumnę świętego Stanisława, rabując większą część relikwii (resztkę zdołał uratować rektor Akademii). Znaczna część zrabowanych kosztowności zatonęła później w czasie transportu do Szwecji z powodu sztormów na Bałtyku.